# 1e Legerkorps (Nederland)
Het 1e Legerkorps van Nederland was een legerkorps dat ontstond na de Tweede Wereldoorlog en na de val van het IJzeren Gordijn is opgeheven.
Een voorloper van dit legerkorps was de in 1936 opgerichte eerste vredesdivisie. In januari 1949 ging het kabinet akkoord met de oprichting van een legerkorps. In hetzelfde jaar werd de NAVO opgericht. In 1955, na toetreding van West-Duitsland tot de NAVO werd het 1e Legerkorps verantwoordelijk gesteld voor de verdediging van een gedeelte van de Noord-Duitse Laagvlakte. Het legerkorps was hierin een onderdeel van de Northern Army Group van de NAVO. Vanaf 1963 was een deel van het legerkorps ook daadwerkelijk in Duitsland gelegerd, namelijk in de legerplaats Seedorf.

## Structuur

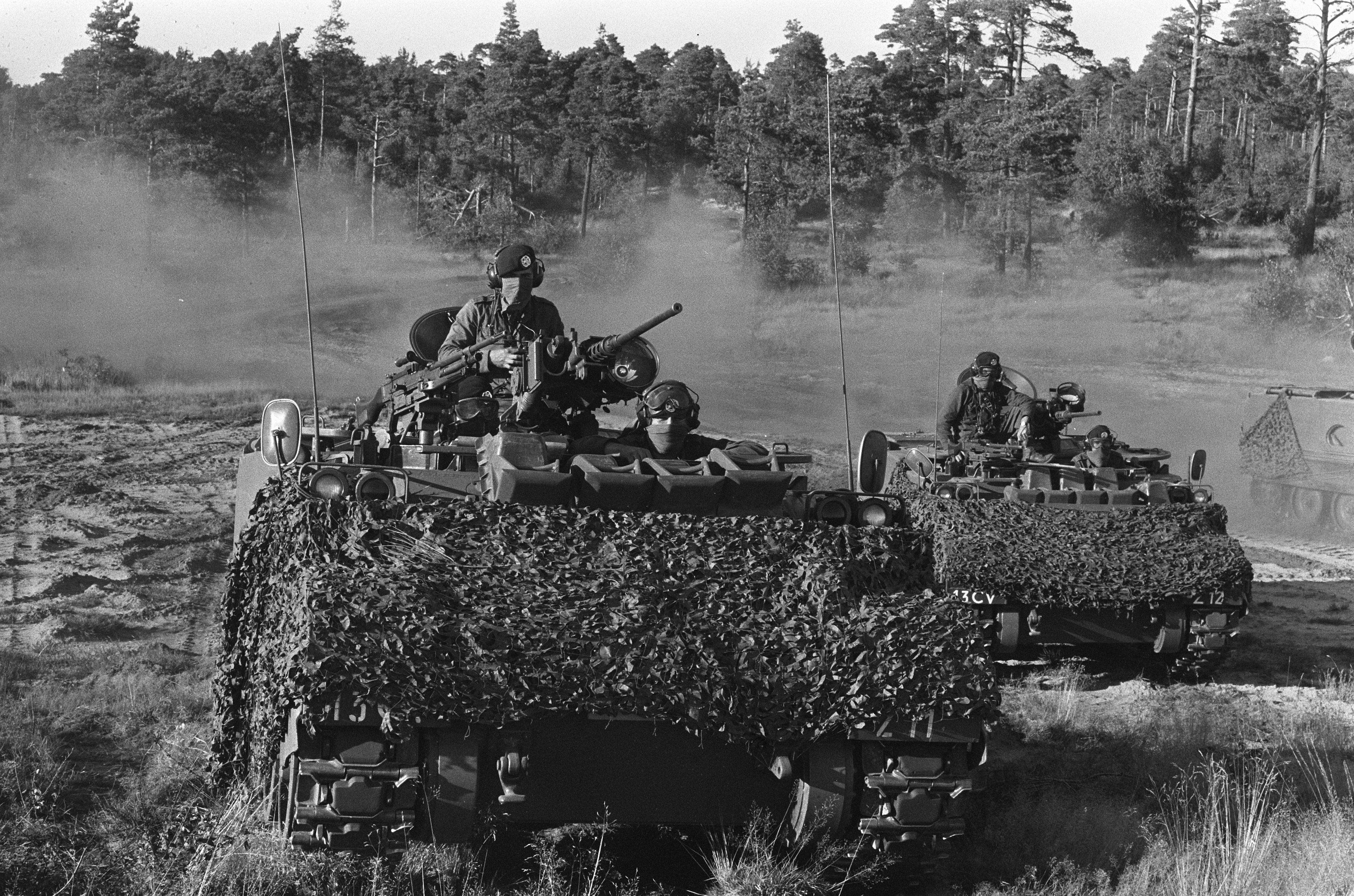
M113, Exercise Big Ferro, West-Duitsland, 1973

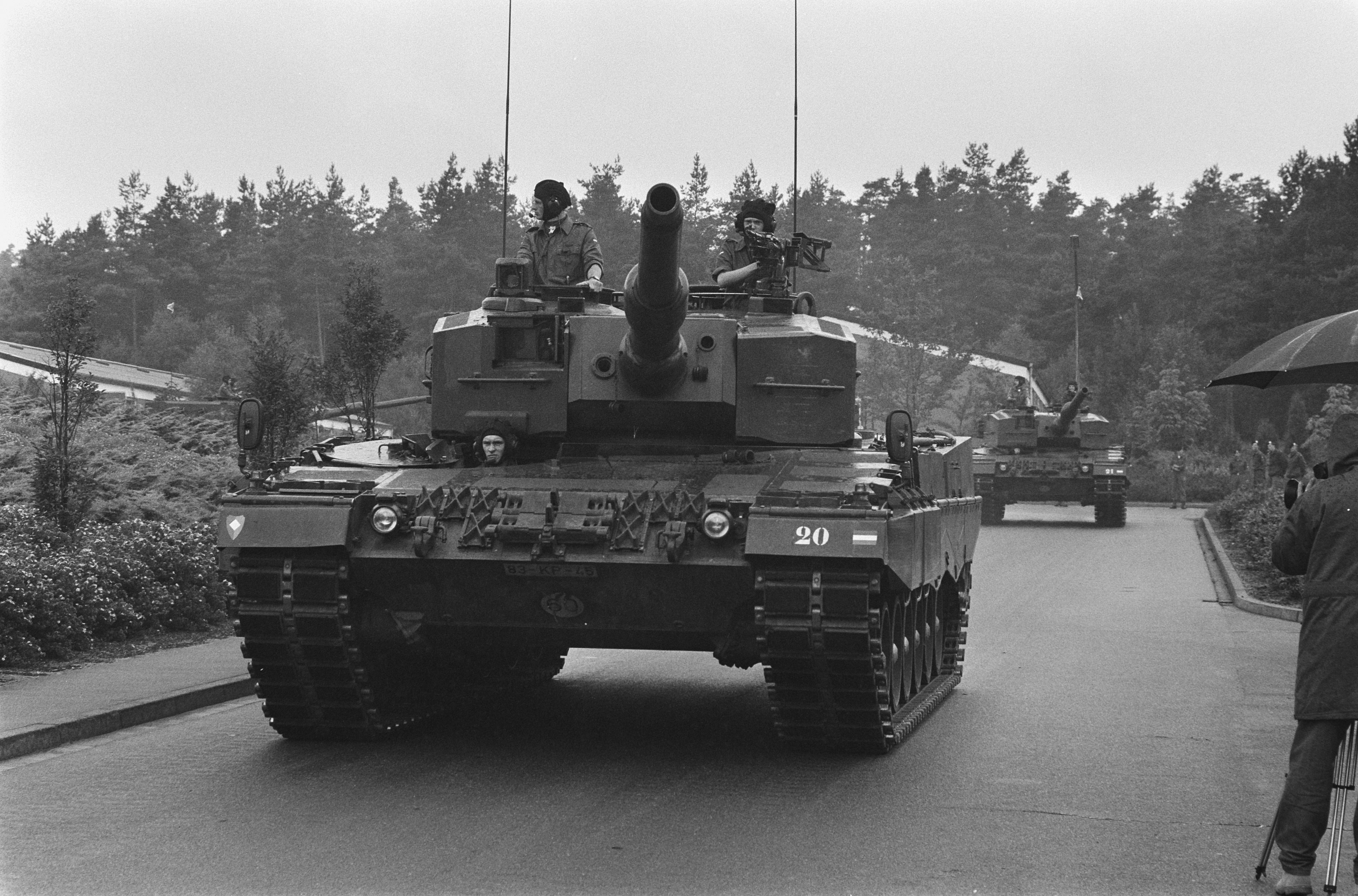
Gevechtstank Leopard 2, Seedorf (Nedersaksen), 1986.

Na de Tweede Wereldoorlog tot 18 juli 1995 kende de Koninklijke Landmacht één legerkorps (1e Legerkorps) van drie divisies (1e, 4e en 5e) en legerkorpstroepen.
De drie divisies, waarvan de Eerste Divisie 7 December en 4e Divisie  paraat waren, bestonden elk uit:
- één pantserbrigade (genummerd 13, 41, en 51), bestaande uit:
  - 2 tankbataljons
  - 1 pantserinfanteriebataljon
  - 1 afdeling veldartillerie (gemechaniseerd)
  - 1 pantsergeniecompagnie
  - logistieke troepen
- twee pantserinfanteriebrigades (genummerd 11, 12, 42, 43, 52 en 53), bestaande uit:
  - 1 tankbataljon
  - 2 pantserinfanteriebataljons
  - 1 afdeling veldartillerie (gemechaniseerd)
  - 1 pantsergeniecompagnie
  - logistieke troepen

De oorlogssterkte van dit legerkorps bedroeg ruim 80.000 man. In vredestijd bestond het legerkorps uit ruim 35.000 veelal dienstplichtige soldaten.

## Ontbinding
Na de val van het IJzeren Gordijn is het legerkorps opgeheven. Sindsdien wordt samen met Duitsland het Eerste Duits-Nederlandse Legerkorps georganiseerd, dat als staf-element dienst kan doen om grote operaties te leiden. Zo heeft de staf van 1 NL/GE Corps de operatie in Afghanistan enige tijd geleid.

## Commandanten
Onder meer:
- 1936-1938 Generaal-Majoor Jhr J.Th. Alting von Geusau[2]
- 1938-1940 Generaal-Majoor N.T. Carstens
- 1949-1956 Luitenant-Generaal A.T.C. Opsomer
- 1956-1959 Luitenant-Generaal J.H. Couzy
- 1959-1962 Luitenant-Generaal P. Gips
- 1962-1964 Luitenant-Generaal F. van der Veen
- 1964-1967 Luitenant-Generaal E.J.C. van Hootegem
- 1967-1969 Luitenant-Generaal L.A. Savalle
- 1969-1971 Luitenant-Generaal J.A.C. Bartels
- 1971-1974 Luitenant-Generaal F.E. Meijnderts
- 1974-1977 Luitenant-Generaal E. Gitz[3][4][5]
- 1977-1981 Luitenant-Generaal A.W.T. Gijsbers
- 1981-1983 Luitenant-Generaal G.L.J. Huijser
- 1983-1986 Luitenant-Generaal W.J. Loos[6]
- 1986-1988 Luitenant-Generaal M.J. Wilmink
- 1988-1990 Luitenant-Generaal J. Tjassens
- 1990-1992 Luitenant-Generaal A.K. van der Vlis
- 1992-1995 Luitenant-Generaal M. Schouten